# CGR-Typ A
Die als Typ A bezeichneten Fahrzeuge der Cape Government Railways (CGR) waren Tenderlokomotiven  mit der Achsfolge 1'C2'. Sie wurden 1902 für die in Bau befindliche Avontuur Railway beschafft und gehörten zu den ersten 610-mm-Schmalspurlokomotiven in Südafrika.
Die von Manning Wardle gebauten Lokomotiven waren mit 2.362 mm die breitesten südafrikanischen Schmalspurdampflokomotiven, und die Achslast von 8,5 t wurde bis zur Einführung der Diesellokomotiven der Klasse 91 von keiner anderen Schmalspurlokomotive in Südafrika erreicht.
Die Typ A hatten wegen ihrer höheren Reibungslast eine größere Zugkraft als die 2'C-Maschinen des Typs B – auf Steigungen von 2,5 % (1:40) konnten noch 170 t mit 8 mph (etwa 12,9 km/h) befördert werden. Diese Zugkraft war im Streckendienst jedoch selten notwendig, und die Typ A, die als Tenderlokomotiven eine geringere Reichweite hatten, wurden überwiegend im Kurzstrecken- und Rangierdienst verwendet. 
Zunächst trugen die Lokomotiven nur die Bahnnummern 1 und 2. Wegen der Verwechslungsgefahr mit den Lokomotiven der Hopefield Railway (CGR Nr. NG 1 bis 3) wurden sie später in NG 31 und 32 umgenummert. Nachdem die CGR in die South African Rfailways (SAR) aufgegangen war, erhielten die Lokomotiven die Nummern NG 25 und 26. Die Lokomotive Nr. 25 wurde kurz vor dem Ersten Weltkrieg auf die Hopefield Railway verlegt, wo sie bis zu deren Umbau auf Kapspur im Einsatz war.
Die Lokomotiven wurden Ende der 1920er Jahre ausgemustert, noch bevor sie eine SAR-Klassenbezeichnung erhalten hatten. Keines der beiden Exemplare ist erhalten geblieben.